# Sibnica (Sopot)
Sibnica (Servisch cyrillisch Сибница) is een plaats in de Servische gemeente Sopot. De plaats telt 686 inwoners (2002).